# Lauteraarhorn
El Lauteraarhorn  (literalment «Banya més forta de l'Aar») és una muntanya de 4.042 metres que es troba al cantó de Berna a Suïssa. És la segona cimera del grup Schreckhorn-Lauteraarhorn. Situat a l'extremitat est del massís del Aar-Gothard, als Alps Bernesos, és format de gneis de bona qualitat. Aquesta cimera és una de les difícilment accessibles dels Alps, i necessita a prop de 22 km de marxa per arribar al bivac.
Louis Agassiz, geòleg i glaciòleg de Neuchâtel, així com els seus col·legues científics van ser els primers a arribar l'any 1842 a la cimera del Lauterraarhorn. Volien primerament arribar al veí Schreckhorn, més alt (4.078 m), però es van perdre en la boira. S'estaven sobre la morrena mitgera de la glacera de la Unteraar, sota un gros bloc, « l'Hotel des Neuchâtelois ». Agassiz efectuava mesures i va bastir la teoria de les glaciacions, donant finalment una explicació a la presència de blocs de granit i de gneis a la regió de Neuchâtel (blocs erràtics).